# Soiuz T-12
Soiuz T-12 (també conegut com a Saliut 7 EP-4) va ser el setè vol espacial tripulat de la Unió Soviètica en 1984 a l'estació espacial Saliut 7 en òrbita terrestre. El nom "Soyuz T-12" és també el nom utilitzat en la nau espacial per llançar la tripulació de tres membres de la missió. La missió va tenir lloc en juliol de 1984, durant l'expedició d'estada de llarga duració Saliut 7 EO-3. Durant la missió, la tripulant Svetlana Savítskaia va ser la primera dona a realitzar un passeig espacial, i el potencial pilot del transbordador espacial Buran, Ígor Volk, va rebre experiència en el vol espacial. A diferència de moltes missions Soiuz de visites, les Soiuz d'emergència no van ser intercanviades, i la tripulació va tornar a la Terra en la mateixa nau espacial que va ser llançada.

## Tripulació
| Posició                   | Tripulació                             | Tripulació                             |
| ------------------------- | -------------------------------------- | -------------------------------------- |
| Comandant                 | Vladímir Djanibékov Quart vol espacial | Vladímir Djanibékov Quart vol espacial |
| Enginyer de vol           | Svetlana Savítskaia Segon vol espacial | Svetlana Savítskaia Segon vol espacial |
| Cosmonauta d'investigació | Ígor Volk Primer vol espacial          | Ígor Volk Primer vol espacial          |

### Tripulació de reserva
| Posició                   | Tripulació         | Tripulació         |
| ------------------------- | ------------------ | ------------------ |
| Comandant                 | Vladímir Vasiutin  | Vladímir Vasiutin  |
| Enginyer de vol           | Iekaterina Ivanova | Iekaterina Ivanova |
| Cosmonauta d'investigació | Víktor Savinikh    | Víktor Savinikh    |

## Paràmetres de la missió
- Massa: 7020 kg
- Perigeu: 192 km
- Apogeu: 218 km
- Inclinació: 51,6°
- Període: 88,6 minuts